# Новопетровский сельский округ (Московская область)
Новопетровский сельский округ — упразднённая административно-территориальная единица, существовавшая на территории Истринского района Московской области в 1994—2006 годах.
Петровский сельсовет был образован в первые годы советской власти. По данным 1919 года он входил в состав Ново-Петровской волости Рузского уезда Московской губернии.
9 марта 1921 года Ново-Петровская волость была передана в Воскресенский уезд.
В 1924 году к Петровскому с/с были присоединены Головинский и Устиновский с/с.
По данным 1926 года в состав сельсовета входили село Новопетровское, деревни Головино, Кореньки, Рыбушки и Устиново.
В 1929 году Петровский с/с был отнесён к Новопетровскому району Московского округа Московской области. При этом из его состава был выделен Кореньковский сельсовет.
17 июля 1939 года к Петровскому с/с был присоединён Кореньковский с/с.
3 июня 1959 года Новопетровский район был упразднён и Петровский с/с был передан в Рузский район.
16 сентября 1960 года Петровский с/с был передан в восстановленный Истринский район.
1 февраля 1963 года Истринский район был упразднён и Петровский с/с вошёл в Солнечногорский сельский район. При этом Петровский с/с был переименован в Новопетровский сельсовет.
11 января 1965 года Новопетровский с/с был возвращён в восстановленный Истринский район.
3 февраля 1994 года Новопетровский с/с был преобразован в Новопетровский сельский округ.
22 апреля 2004 года к Новопетровскому с/о был присоединён Деньковский сельский округ.
В ходе муниципальной реформы 2004—2005 годов Новопетровский сельский округ прекратил своё существование как муниципальная единица. При этом все его населённые пункты были переданы в сельское поселение Новопетровское.
29 ноября 2006 года Новопетровский сельский округ исключён из учётных данных административно-территориальных и территориальных единиц Московской области.